# Episodi de La casa del guardaboschi (diciassettesima stagione)
La diciassettesima stagione della serie televisiva La casa del guardaboschi è in onda dal 6 ottobre 2006 al 29 dicembre 2006 sul canale ZDF.
| nº | Titolo originale            | Titolo italiano | Prima TV Germania | Prima TV in italiano |
| -- | --------------------------- | --------------- | ----------------- | -------------------- |
| 1  | Alte Liebe, neue Pfade      |                 | 6 ottobre 2006    |                      |
| 2  | Schatzsuche                 |                 | 13 ottobre 2006   |                      |
| 3  | Versteckspiel               |                 | 20 ottobre 2006   |                      |
| 4  | Liebe verleiht Flügel       |                 | 27 ottobre 2006   |                      |
| 5  | Falscher Ehrgeiz            |                 | 3 novembre 2006   |                      |
| 6  | Spurensuche                 |                 | 10 novembre 2006  |                      |
| 7  | Falsche Angst               |                 | 17 novembre 2006  |                      |
| 8  | Koi                         |                 | 24 novembre 2006  |                      |
| 9  | Herausforderungen           |                 | 1 dicembre 2006   |                      |
| 10 | Falsches Spiel              |                 | 8 dicembre 2006   |                      |
| 11 | Zu viel des Guten           |                 | 15 dicembre 2006  |                      |
| 12 | Aufbruch                    |                 | 22 dicembre 2006  |                      |
| 13 | Entscheidung in der Savanne |                 | 29 dicembre 2006  |                      |